# Cooke Optics
Cooke Optics Inc. ist ein britischer Hersteller von Kameralinsen und Cine-Objektiven mit Sitz in Leicester. Das Unternehmen wurde für die technischen Verdienste 2013 mit dem Oscar für wissenschaftliche oder technische Verdienste ausgezeichnet.

## Geschichte
Die Geschichte des Unternehmens begann mit der Gründing von T.S. & W. Taylor in Leicester 1886. Dem von zwei Brüder gegründetem Unternehmen trat noch 1888 ein dritter Partner bei, so dass es als Taylor, Taylor & Hobson firmierte. Nachdem der Chefentwickler von des Teloskopherstellers T. Cooke & Sons das Cooke-Triplet entwickelt hatte, dieses aber in Teleskopen keinen Nutzen hatte, wurde dieses Patent an Taylor, Taylor & Hobson abgetreten, dieses Objektiv und darauf beruhende Entwicklungen mussten aber unter der Marke Cooke vertrieben werden. Seit dem Beginn der Filmindustrie war das Unternehmen Lieferant und Hersteller der Objektive für Filmkameras. Mit dem Ende der Stummfilmära und dem Aufkommen des Tonfilms brauchte die Filmindustrie neue Objektive, da die bislang genutzten Scheinwerfer nun zu geräuschintensiv waren. Das Unternehmen hatte kurz zuvor die Cooke Series 0 entwickelt, die auch mit kürzeren Belichtungszeiten auskamen und löste so dieses Problem der Filmindustrie. Aus dieser Serie wurden die Cooke Speed Panchros entwickelt, mit denen bis in die 1950er fast alle Hollywoodfilme gedreht wurden. 1931 kaufte das US-Unternehmen Bell & Howell 75 Prozent von TT&H und kurz nach dem Ende des Zweiten Weltkrieges kaufte Rank das gesamte Unternehmen auf, das Tochterunternehmen firmierte nun als Rank Taylor Hobson.
1998 kaufte Les Zellan aus New Jersey Rank Taylor Hobson die Objektiv-Sparte ab, womit es wieder ein selbstständiges Unternehmen wurde, das nun als Cooke Optics firmierte.